# Roman Kononenko
Roman Vitalijovitsj Kononenko (Oekraïens: Роман Віталійович Кононенко) (Simferopol, 13 april 1981) is een Oekraïens voormalig wielrenner. Hij reed aanvankelijk op de baan en was vooral succesvol op de ploegenachtervolging. Later stapte hij over naar de weg.

## Belangrijkste overwinningen

### Baanwielrennen
2002
 Europees kampioen ploegenachtervolging, Beloften (met Volodymyr Djoedja, Vitalij Popkov en Volodymyr Zagorodni)
2003
 Europees kampioen ploegenachtervolging, Beloften (met Volodymyr Djoedja, Vitalij Popkov en Volodymyr Zagorodni)
2005
 Wereldbekerwedstrijd ploegenachtervolging Moskou (met Volodymyr Djoedja, Vitalij Popkov en Volodymyr Zagorodni)
2006
 Wereldkampioenschap ploegenachtervolging, Elite (met Volodymyr Djoedja, Maksim Polysjoek en Ljoebomyr Polatajko)

### Wegwielrennen
2008
4e etappe Ronde van Thüringen